# Antonio Pucci (kardynał)
Antonio Pucci (ur. 8 października 1484 we Florencji, zm. 12 października 1544 w Bagnoreggio) – włoski kardynał. Bratanek kardynała Lorenzo Pucci, który był jego protektorem w początkowym okresie jego kościelnej kariery.

## Życiorys
Uczestniczył w Soborze Laterańskim V, następnie był nuncjuszem w Szwajcarii (1517–1521). W 1518 wybrany biskupem Pistoia (zrezygnował 1541). Podczas Sacco di Roma został uwięziony przez wojska cesarskie i skazany na śmierć, ale zdołał uciec. Papież Klemens VII wysłał go do Hiszpanii i Francji. Biskup Vannes 1529–1541. Wielki penitencjariusz od 1 października 1529, zastąpił na tym stanowisku swojego wuja. Celebrował jego pogrzeb 23 października 1531.
We wrześniu 1531 Klemens VII mianował go kardynałem prezbiterem Santi Quattro Coronati oraz protektorem Polski i Portugalii wobec Stolicy Apostolskiej. Uczestniczył w konklawe 1534. Był biskupem diecezji suburbikarnych Albano (1542–1543) i Sabina (1543–1544).